# Ictíneo II
El Ictíneo II fue un sumergible o submarino construido por el inventor español Narciso Monturiol en 1864, como un desarrollo mejorado del anterior prototipo Ictíneo I, también construido por Monturiol y que se había botado en junio de 1859. Fue el primer submarino propulsado por vapor y su botadura se produjo en el Puerto de Barcelona el 2 de octubre de 1864.

## Características
En comparación con su predecesor el Ictíneo I, concebido para la recolección del coral, el nuevo submarino tenía unas dimensiones mayores, ya que se ideó pensando esta vez en su utilización como barco industrial e incluso con aplicaciones militares, y medía 14 m de eslora, 2 de manga y 3 de calado, con un volumen de 29 m³. Se construyó con madera de olivo, refuerzos de roble y una capa de 2 mm de cobre. La parte superior tenía una cubierta de 1,3 m de ancho con tres ojos de buey de vidrio de 10 cm de grosor y 20 cm de diámetro. Desde la vela o torreta se controlaba el timón mediante un engranaje de tornillo sin fin.
Cuatro compartimentos estancos de 8 m³ situados simétricamente de banda a banda, garantizaban la flotabilidad del submarino cuando los tanques estaban vacíos. Estos compartimentos podían ser inundados a voluntad para sumergirse. Sin embargo, aparecieron problemas de estanqueidad desde las primeras pruebas, de modo que se determinó que los 30 m serían su mayor profundidad posible. Emerger a la superficie se conseguía inyectando aire a los compartimentos con una bomba. Un peso que se desplazaba longitudinalmente a través de un raíl, permitía mantener la horizontabilidad durante la navegación submarina. Este mecanismo era controlado por el timonel. El Ictíneo II tenía también un mecanismo de escape que permitía soltar lastre y emerger a la superficie en caso de emergencia.

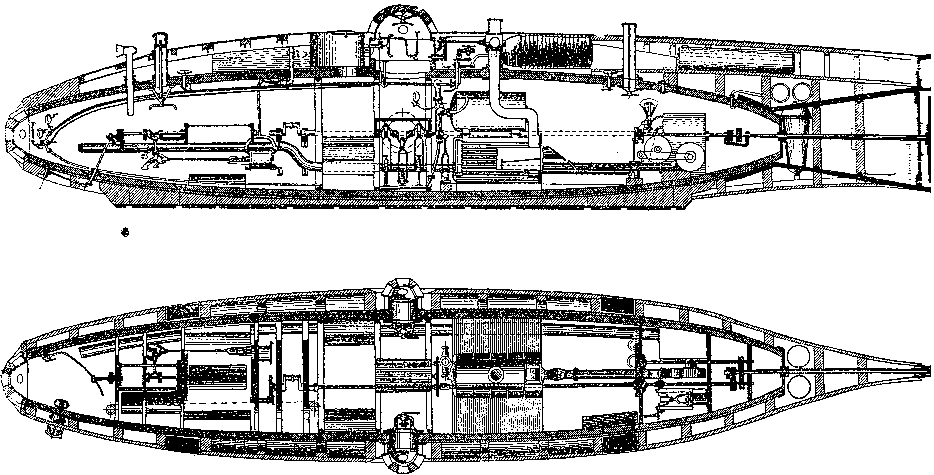
Plano del interior del Ictíneo II (1858).

Sin embargo, la invención más importante de Monturiol para este sumergible, fue el motor anaeróbico, junto a la solución del problema de renovación del oxígeno en un contenedor hermético; En el prototipo anterior el propulsor de la nave era accionado por los cuatro hombres de la tripulación, pero la velocidad resultaba insuficiente aun aumentando el número de tripulantes. Monturiol optó por introducir un motor mecánico, pero descartando los de gas o petróleo y optando por una máquina de vapor, cuyo combustible era un compuesto químico de peróxido de manganeso, zinc y clorato de potasio que reaccionaba generando la temperatura necesaria para la producción del vapor y producía un gas, oxígeno, el cual se recogía en tanques y posteriormente se utilizaba para la respiración de la tripulación y para la iluminación interior.
A causa de problemas financieros, el Ictíneo II fue vendido como chatarra en 1868. Una réplica del submarino fue construida en 1992, y se podía observar en el Puerto de Barcelona.
Ningún otro sumergible utilizó un sistema de propulsión anaeróbica hasta 1940, cuando la armada alemana probó un sistema utilizando los mismos principios a partir del peróxido de hidrógeno como combustible en las turbinas Walter; éstas sirvieron de motor en el submarino experimental V-80 y posteriormente los Tipo XVII.[cita requerida] La Royal Navy construyó a partir de 1958 dos submarinos experimentales, Explorer class, que tenían como fuente de energía el Peróxido de Hidrógeno HTP y Gasóleo, para mover una turbina de vapor. Las limitaciones de la propulsión aeróbica fueron finalmente solucionadas con la botadura del primer submarino nuclear, el USS Nautilus.